# One Right Now
One Right Now is een nummer van de Amerikaanse rapper/zanger Post Malone en de Canadese zanger The Weeknd uit 2021. Het is de eerste single van Twelve Carat Toothache, het vierde studioalbum van Malone.
In de tekst van het nummer kijken Malone en The Weeknd terug op een relatie die voorbij is gegaan. De vroegere vriendin wil de relatie een nieuw leven inblazen nadat ze vreemd is gegaan, maar Malone en The Weeknd hebben geen interesse omdat ze alweer een nieuwe liefde hebben. "One Right Now" werd in veel landen een hit. Zo bereikte het de 6e positie in de Amerikaanse Billboard Hot 100, en de 7e positie in Canada. In de Nederlandse Top 40 bereikte het de 25e positie, en in de Vlaamse Ultratop 50 kwam het nummer tot een 43e plek.

## Tracklijst
Muziekdownload
1. "One Right Now" - 3:13